# Danijel Brezič
Danijel Brezič, slovenski nogometaš, * 15. februar 1976, Murska Sobota.
Brezič je večji del kariere igral v slovenski ligi za klube Mura, Rudar Velenje, Maribor, Celje, Domžale in Interblock. Skupno je v prvi slovenski ligi odigral 404 prvenstvenih tekem in dosegel sedemnajst golov. Igral je tudi v belgijski in avstrijski ligi.
Za slovensko reprezentanco je edino tekmo odigral 25. marca 1998 na prijateljski tekmi proti poljski reprezentanci.